# Lucien-Victor Guirand de Scévola
Lucien-Victor Guirand de Scévola (14. listopadu 1871 Sète – 29. března 1950 Paříž) byl francouzský malíř symbolista. Je známý svým průkopnickým zavedením kamufláže. V první světové válce založil oddíl „Section de Camouflage“, do kterého zapojil známé umělce.

## Životopis
De Scévola byl studentem Fernanda Cormona a Pierra Dupuiss. Studoval na pařížské École des Beaux Arts.

## Pastely
Jeho pastely byly pozoruhodné svým hedvábným, sametovým a hladkým stylem. Zanechal rozsáhlé dílo, maloval krajiny, květiny a portréty. Byl znám jako portrétista elegantní společnosti. Jeho díla inspirovaná symbolisty jsou velmi oceňována. Své práce pravidelně vystavoval na pařížských Salonech a byl členem „Société des Pastellistes Français“ a „Comité de la Société des Beaux-Arts de Paris“. V roce 1914 byl jmenován důstojníkem čestné legie.

## Válečná kamufláž
De Scévola je spolu s Eugènem Corbinem a malířem Louisem Guingotem považován za jednoho z vynálezců vojenského maskování během první světové války.
Abych úplně deformoval vzhled objektu, musel jsem použít prostředky, které kubisté používají k jeho zobrazení.
- Lucien-Victor Guirand de Scévola 
Na začátku války, v září 1914, De Scévola, který sloužil jako střelec druhé třídy, experimentálně kamufloval umístění zbraní pomalovaným plátnem. Dne 12. února 1915 založil generál Joffre v Amiens „Section de Camouflage“ (anglicky: Camouflage department). V květnu 1915 postavila „Section de Camouflage“ své první pozorovací stanoviště, jako pozorovací strom, železnou rozhlednu maskovanou kůrou a jinými materiály během bitvy o Artois. Na konci roku 1915 se De Scévola stal velitelem francouzského kamuflážního sboru a zaměstnával kubistické umělce, jako byl André Mare, specialista na maskování pozorovacích stanovišť. Do roku 1917 se jeho tým rozrostl na 3000 členů a do sekce byli zapojeni umělci jako Jacques Villon (známý také jako Gaston Duchamp, André Dunoyer de Segonzac, Charles Camoin, Louis Abel-Truchet a Charles Dufresne.

## Galerie

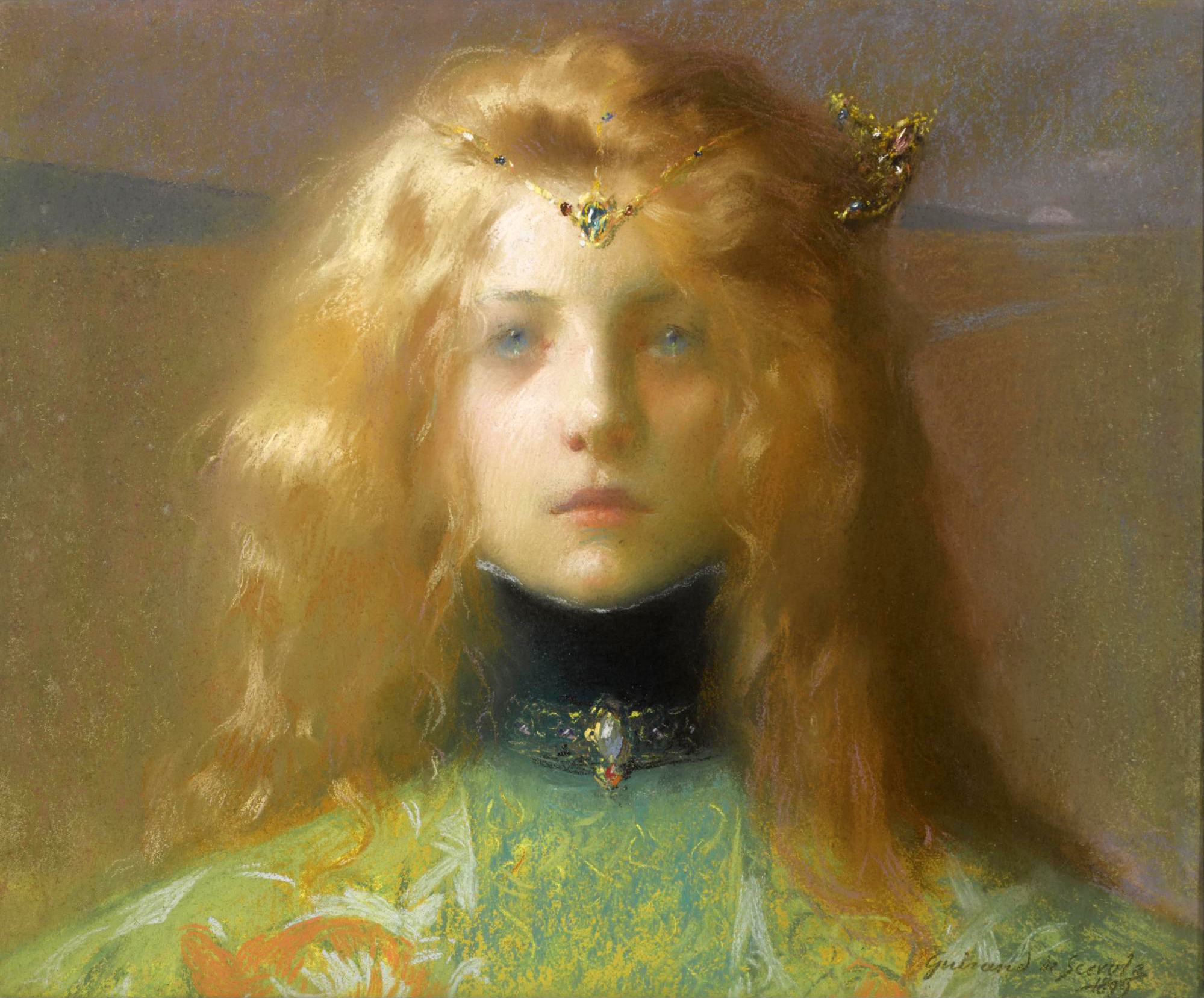
Mladá dívka, 1899
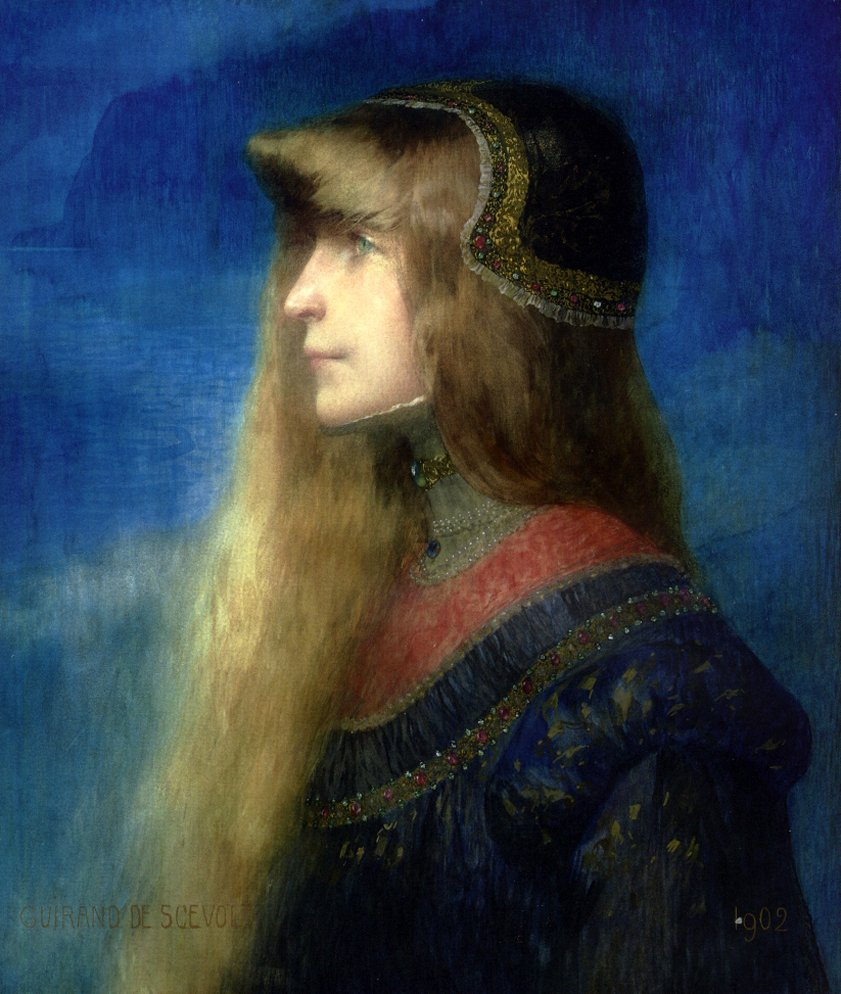
Královská dcera
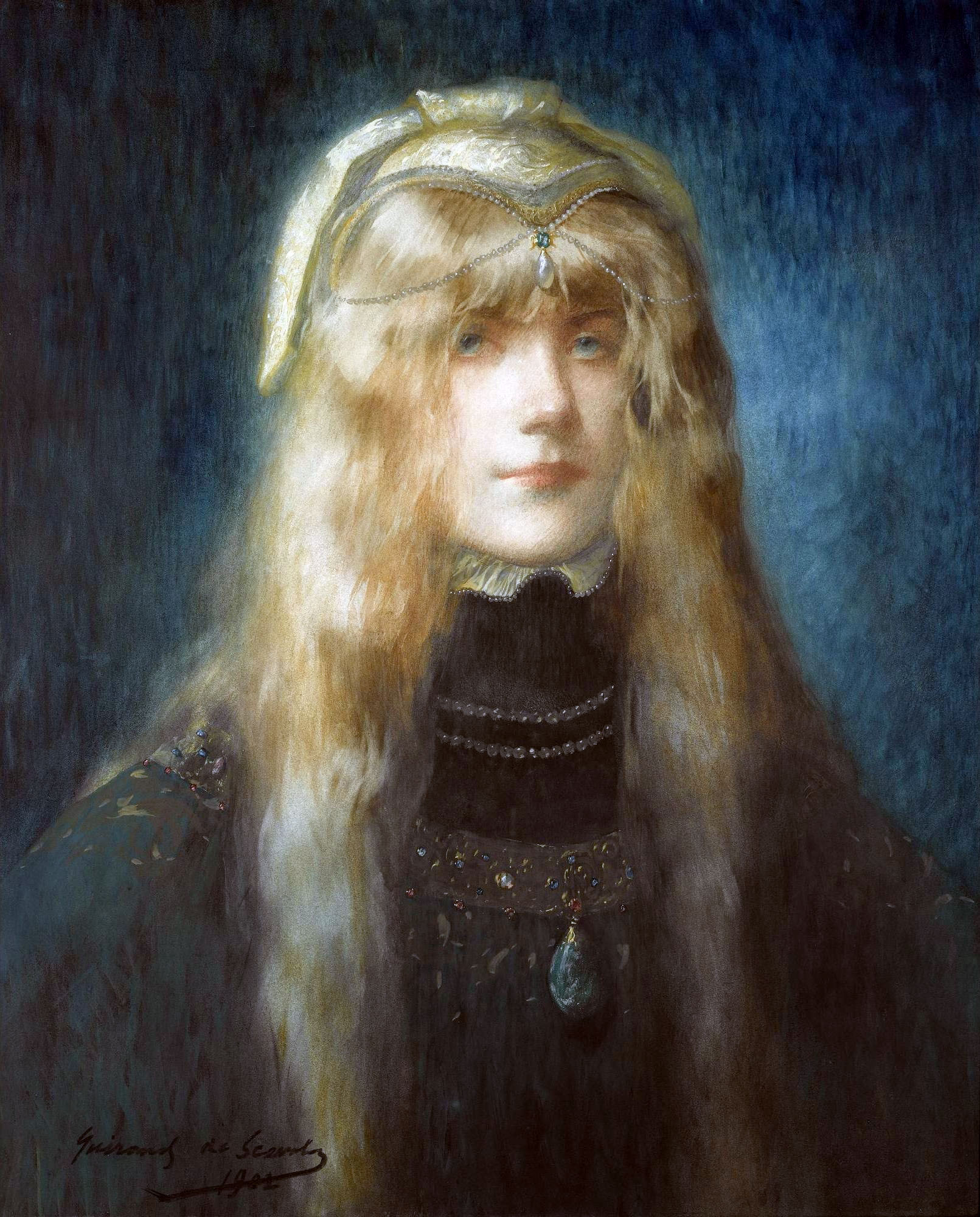
Princezna
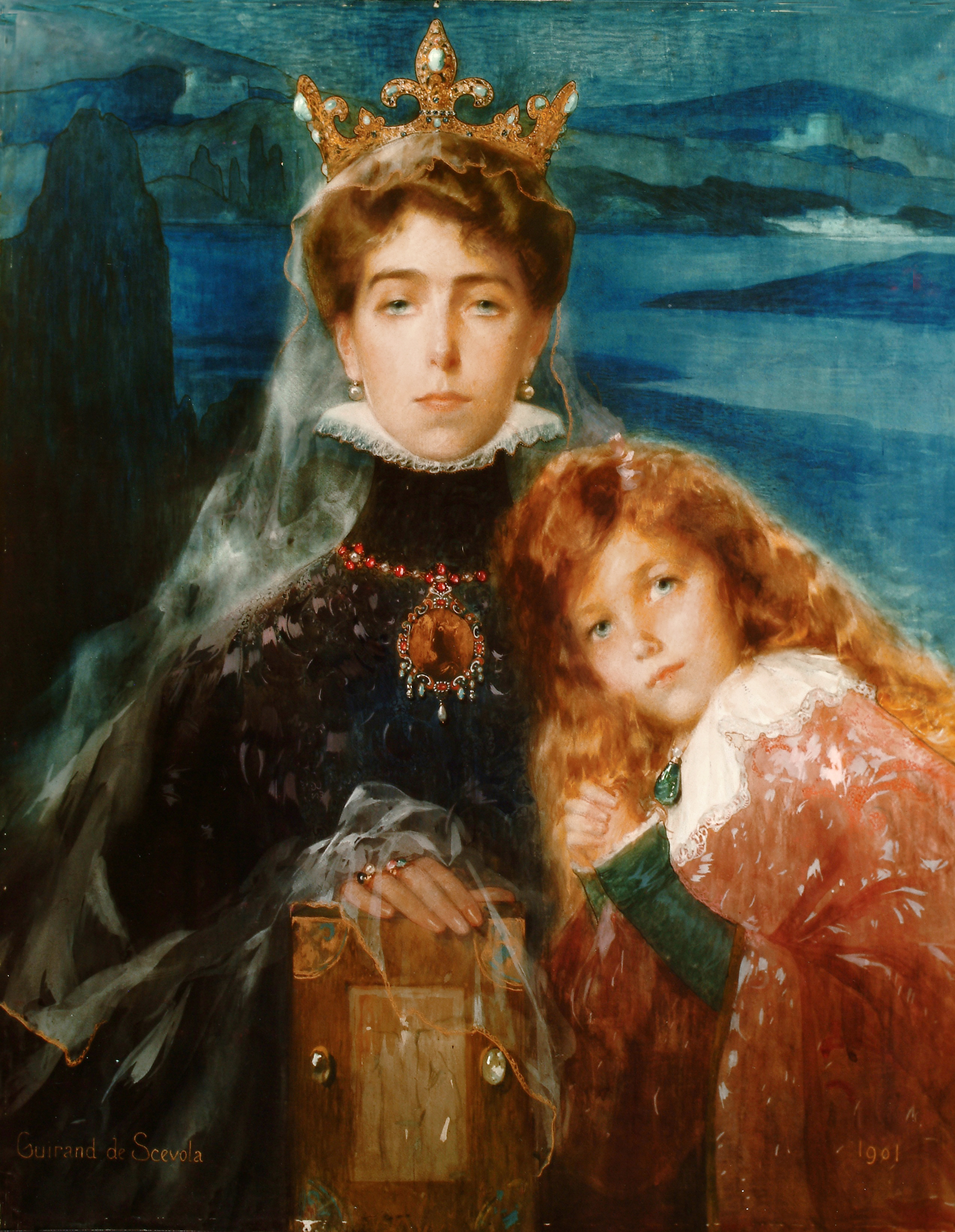
Viktorie Melita Sasko-Koburskáse svou dcerou princeznou Alžbětou (1895–1903, zemř. pravděpodobně na tyfus)
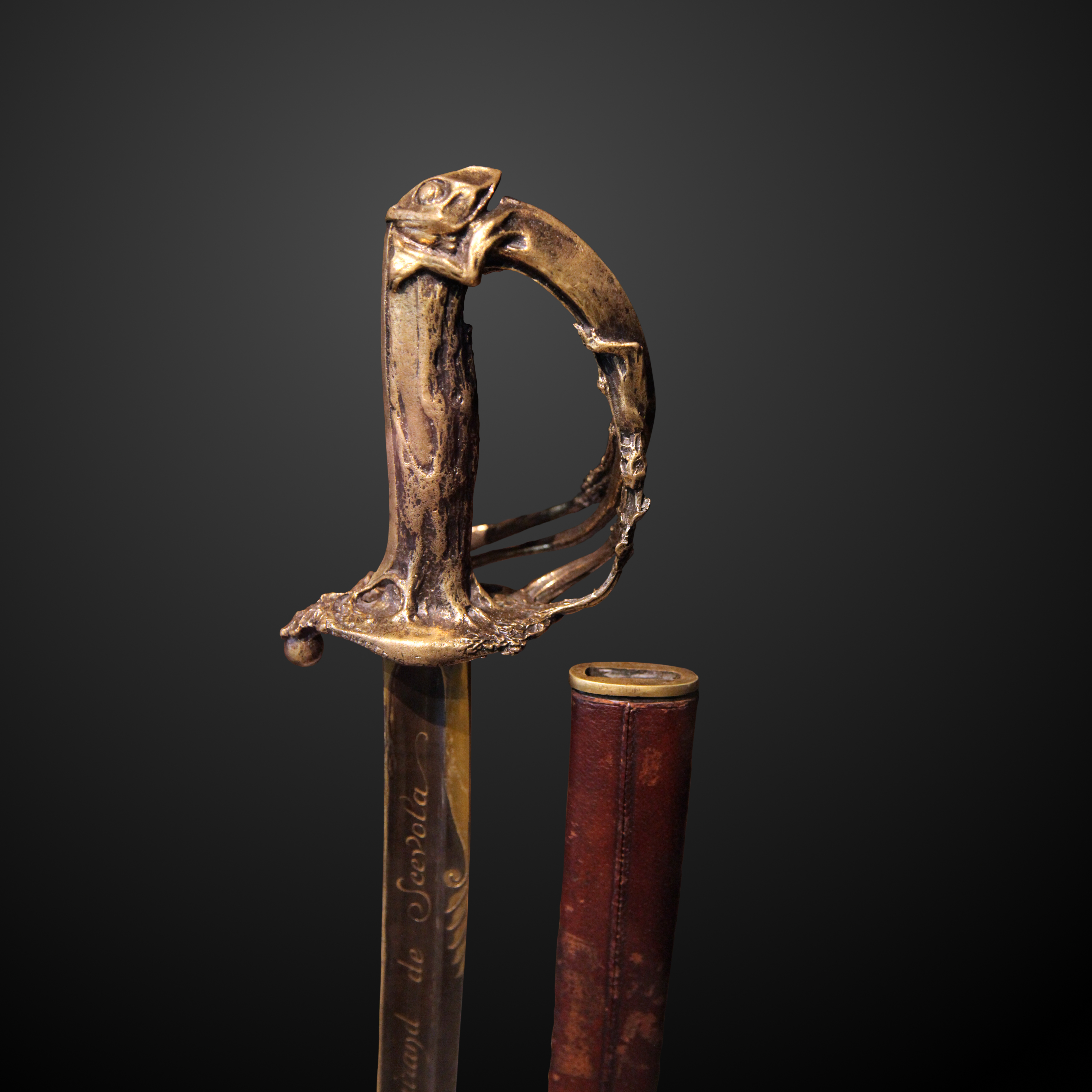
Šavle francouzské "Section de Camouflage"